# クラッシュ・バンディクーシリーズ
クラッシュ・バンディクーシリーズ（Crash Bandicoot）は、アクティビジョンが発売しているテレビゲームのシリーズである。また、『クラッシュ・バンディクー』は、シリーズ1作目の題名、またはシリーズに登場するキャラクターの名前である。
当初はソニー・コンピュータエンタテインメント（SCE、現・ソニー・インタラクティブエンタテインメント、SIE）が発売していたが、以降は国内と海外で販売元が異なり　国内では2001年12月以降はコナミ（現・コナミデジタルエンタテインメント）、2004年12月以降はビベンディ ユニバーサル ゲームズ、2008年7月以降はアクティビジョン（ビベンディ ユニバーサル ゲームズと合併のため）、2017年8月に再びソニー・インタラクティブエンタテインメント（SIE）、2018年10月以降はセガゲームス（現・セガ）が発売していた。海外では2001年以降はユニバーサルインタラクティブ、2004年12月以降はビベンディ ユニバーサル ゲームズ、2008年7月以降はアクティビジョンが販売している。
2023年10月以降は国内海外ともにマイクロソフトがシリーズに関わる権利を保有している。ただし、当時の開発スタジオであるToys For Bobは、Xboxと契約を結びつつも独立スタジオに体制を変更する形となり、PlayStationのファーストパーティー作品であるはずの「アストロボット」でもスパイロやクラッシュ・バンディクーを模したキャラクターが引き続き登場することから、Xboxでそれらの版権を独占する予定ではないことが判明している。

## 概要
本シリーズは、1996年12月にPlayStation用ソフトとして発売された『クラッシュ・バンディクー』を第1作とする、コミカルなアクションゲームのシリーズである。
主人公クラッシュを操作し、ジャンプやスピンアタックといったアクションを駆使してステージを手前から奥に進んでいくシンプルなアクションゲームが基本だが、レースやミニゲームをテーマにした派生作品も多数展開している。
ユニバーサル インタラクティブ スタジオが制作した本シリーズのうち、『レーシング』までの開発はノーティードッグが行い、『カーニバル』までのプロデューサーはマーク・サーニーが務めた。
当初からクラッシュの版権を持つユニバーサルは、SCEとの契約を行い5作品を販売。日本では6作目からコナミと業務提携を行い、SCEのPS以外にも任天堂やマイクロソフトのゲーム機向けにゲームソフトを発売した。その後、ユニバーサルは、ビベンディ ユニバーサル ゲームズとしてクラッシュシリーズを自身で発売したが、『クラッシュ・バンディクー フェスティバル』発売後にビベンディ ユニバーサル ゲームズがアクティビジョンと合併し、アクティビジョン・ブリザードとなり2008年末に日本から撤退したため、iPhone版以外の続編は2008年から2016年までの8年間、日本では展開されなかった。
2017年にシリーズの再始動として初期三作品をリメイク（リマスター）した『クラッシュ・バンディクー ブッとび3段もり!』が発売。クラッシュシリーズ最大となる世界で2000万本をこえる販売を記録し、アクティビジョンの事業計画を大きく変えるほどの成功を生み出した。2020年以降からはアクティビジョンが日本でのパッケージ販売を再開したことで、現在はパッケージ版ダウンロード版ともにアクティビジョンが販売を担当している。

## キャラクターデザイン
クラッシュ・バンディクーのキャラクターデザインは作品によって大きく変更されている。日本版のみ馴染みやすいアニメ調デザインになった『クラッシュ・バンディクー がっちゃんこワールド』や日本が開発を担当した『クラッシュ・バンディクー フェスティバル』を除けば、『クラッシュ・バンディクー』から『クラッシュ・バンディクー 5』まではいくつかの変更はあったものの大きな変化はなかった。しかしアクティビジョン・ブリザードに販売元が変更になったことに伴い、「新生クラッシュ」として全キャラクターのデザインが変更された。その後発売された『クラッシュ・バンディクー ニトロカート3D』まではこのデザインが採用されたが、2010年に発売された『Crash Bandicoot Nitro Kart 2』以降は日本でもおなじみのキャラクターデザインに戻されている。海外でもこの新生クラッシュのデザインに対する反対署名などが集められていたが、アクティビジョン社はその理由を公表していない為、詳細は不明である。
この期間のキャラクターやデザインは、のちに2019年発売の『クラッシュ・バンディクーレーシング ブッとびニトロ!』や2021年配信の『クラッシュ・バンディクー ブッとび!マルチワールド』で再登場を果たし、過去のキャラクターやデザインと共演している。
ゲーム内の3Dビジュアルは後述の爆弾箱の絵柄（作品による）や『クラッシュ・バンディクー レーシング』のキャラ選択ならびに画面の順位版で表記されるキャラカードが日本のアニメ調デザインであること等一部を除けば海外版準拠で表記される。商品パッケージでは日本国内ではシリーズ1作目から日本のアニメ調にデザインされたキャラクターが使用されていたが、2020年発売の『クラッシュ・バンディクー4 とんでもマルチバース』以降は海外と共通のデザインが使用されている。ただし、指の本数は日本版のみいずれも5本に変更されている。

## シリーズ作品
発売日は日本国内でのもの。特に記載が無い場合はアクションゲーム。
※PS=PlayStation、PS2=PlayStation 2、GC=ニンテンドー ゲームキューブ、Xbox=Xbox、GBA=ゲームボーイアドバンス、PSP=PlayStation Portable、DS=ニンテンドーDS、Xbox 360=Xbox 360、PS3=PlayStation 3、Wii=Wii、PS4=PlayStation 4、Xbox One=Xbox One、Switch＝Nintendo Switch、iOS=iPhone、iPod touch、iPad、PC=Steam
クラッシュ・バンディクー（PS）
1996年12月6日発売、4,800円 (税別)
PlayStation the Best for Family / 1998年5月28日発売、2,800円（税別）
PS one Books / 2001年10月12日発売、2,200円（税別）
PSP/PS3/PS Vita用ゲームアーカイブス / 2007年1月25日配信開始、600円（税込）
Xperia PLAYにプリインストールPlayStation Suite（現在はPlayStation Mobileの名称に変更 / 2011年ドコモで発売）
開発元：ノーティードッグ（Naughty Dog）、発売元：ソニー・コンピュータエンタテインメント
アメリカ版タイトル "Crash Bandicoot"
クラッシュ・バンディクー2 コルテックスの逆襲!（PS）
1997年12月18日発売、5,800円 (税別)
PlayStation the Best for Family / 1998年10月8日発売、2,800円（税別）
PS one Books / 2001年11月22日発売、2,200円（税別）
PSP/PS3/PS Vita用ゲームアーカイブス / 2007年8月30日配信開始、600円（税込）
開発元：ノーティードッグ（Naughty Dog）、発売元：ソニー・コンピュータエンタテインメント
アメリカ版タイトル "Crash Bandicoot 2: Cortex Strikes Back"
クラッシュ・バンディクー3 ブッとび!世界一周（PS）
1998年12月17日発売、4,800円（税別）
PlayStation the Best for Family / 1999年10月14日発売、2,800円（税別）
PS one Books / 2001年12月6日発売、2,200円（税別）
PSP/PS3/PS Vita用ゲームアーカイブス / 2007年9月27日配信開始、600円（税込）
PocketStation対応
開発元：ノーティードッグ（Naughty Dog）、発売元：ソニー・コンピュータエンタテインメント
アメリカ版タイトル "Crash Bandicoot: Warped"
クラッシュ・バンディクー レーシング（PS）
1999年12月16日発売、5,800円（税別）
PlayStation the Best for Family / 2001年5月17日発売、2,800円（税別）
PS one Books / 2002年12月5日発売、2,200円（税別）
PSP/PS3/PS Vita用ゲームアーカイブス / 2008年6月11日配信開始、600円（税込）
ジャンル / レースゲーム
マルチタップ、ネジコン対応
開発元：ノーティードッグ（Naughty Dog）、発売元：ソニー・コンピュータエンタテインメント
アメリカ版タイトル "Crash Team Racing"
クラッシュ・バンディクー カーニバル（PS）
2000年12月14日発売、5,800円（税別）
PS one Books / 2001年12月6日発売、2,200円（税別）
PSP/PS3/PS Vita用ゲームアーカイブス / 2008年3月21日配信開始、600円（税込）
ジャンル / パーティーゲーム
マルチタップ対応
開発元：ユーロコム（Eurocom）、発売元：ソニー・コンピュータエンタテインメント
アメリカ版タイトル "Crash Bash"
クラッシュ・バンディクー4 さくれつ!魔神パワー（PS2、Xbox、GC）
PS2版 / 2001年12月20日発売、6,800円（税別）
PlayStation 2 the Best / 2002年10月17日発売、2,800円（税別）
Xbox版 / 2002年10月24日発売、4,800円（税別）
GC版 / 2003年12月4日発売、4,800円（税別）
開発元：トラベラーズテイルズ（Traveller's Tales）、発売元：KONAMI
アメリカ版タイトル "Crash Bandicoot: The Wrath of Cortex"
クラッシュ・バンディクー アドバンス（GBA）
2002年7月18日発売、4,800円（税別）
開発元：バイカリアス・ビジョンズ（Vicarious Visions）、発売元：KONAMI
アメリカ版タイトル "Crash Bandicoot: The Huge Adventure"
クラッシュ・バンディクー アドバンス2 ぐるぐるさいみん大パニック!?（GBA）
2003年12月4日発売、4,980円（税別）
開発元：バイカリアス・ビジョンズ（Vicarious Visions）、発売元：KONAMI
アメリカ版タイトル "Crash Bandicoot 2: N-Tranced"
クラッシュ・バンディクー 爆走!ニトロカート（PS2、GC、GBA）
PS2版, GC版 / 2004年7月8日同時発売、5,800円（税別）
GBA版 / 2004年8月26日発売、4,800円（税別）
PS2版 コナミ ザ ベスト / 2005年7月7日発売、2,800円（税別）
ジャンル / レースゲーム
PS2版はマルチタップ対応、GC版とGBA版は連動
開発元：バイカリアス・ビジョンズ（Vicarious Visions）、発売元：KONAMI
アメリカ版タイトル "Crash Nitro Kart"
クラッシュ・バンディクー5 え〜っ クラッシュとコルテックスの野望?!?（PS2）
2004年12月9日発売、6,800円（税別）
開発元：トラベラーズテイルズ（Traveller's Tales）、発売元：ビベンディ ユニバーサル ゲームズ
アメリカ版タイトル "Crash Twinsanity"
クラッシュ・バンディクー アドバンス わくわく友ダチ大作戦!（GBA）
2004年12月9日発売、4,800円（税別）
『スパイロ アドバンス わくわく友ダチ大作戦!』と連動
開発元：バイカリアス・ビジョンズ（Vicarious Visions）、発売元：ビベンディ ユニバーサル ゲームズ
アメリカ版タイトル "Crash Bandicoot Purple: Ripto's Rampage"
クラッシュ・バンディクー がっちゃんこワールド（PS2、PSP、GC）
PS2版, GC版 / 2005年12月1日同時発売、6,800円（税別）
PSP版 / 同日発売、4,800円（税別）
ジャンル / アクション+レース
開発元：ラディカル・エンターテインメント（Radical Entertainment）、発売元：ビベンディ ユニバーサル ゲームズ
アメリカ版タイトル "Crash Tag Team Racing"
クラッシュ・バンディクー フェスティバル（DS）
2006年7月20日発売、5,040円（税込）
ジャンル / 対戦バラエティ
クラッシュ・バンディクー生誕10周年記念
日本で開発、及び先行発売された初のクラッシュ
開発元：ディンプス（Dimps）、発売元：ビベンディ ユニバーサル ゲームズ
アメリカ版タイトル "Crash Boom Bang!"
Crash of the Titans（Wii、Xbox 360、PS2、PSP、GBA、DS）日本未発売
シリーズのリブートが行われた新シリーズ1作目。日本で発売されなかった初めてのクラッシュ作品
発売元：Sierra Entertainment, Inc.
クラッシュ・バンディクー ニトロカート3D（iOS）
ダウンロード説明ページは日本語で、本編は英語表記となっている。発売当初の900円から値下げして現在は250円（税込）となっている。2018年3月27日現在、最新のiOSでは起動できない。
2008年7月25日発売、250円（税込）
ジャンル / レース
開発元：ポラービット（Polarbit）、発売元：Activision Publishing, Inc.
アメリカ版タイトル "Crash Bandicoot Nitro Kart 3D"
Crash: Mind over Mutant（Wii、Xbox 360、PS2、PSP、DS）日本未発売
欧米版は2008年10月8日に発売
ニンテンドーDS版は日本の会社であるトーセが開発している。
発売元：Activision Publishing, Inc.
Crash Bandicoot Nitro Kart 2（iOS）
タイトルは、国内海外ともに英語。ダウンロード説明ページも本編も英語表記。世界中のプレイヤーとのオンライン対戦が可能。iphoneアプリのデイリーランキングで何度か1位になっている人気アプリ。
日本版は2010年5月27日に発売、発売当初の900円から値下げして現在は250円（税込）となっている。
2018年3月27日現在、最新のiOSでは起動できない。
ジャンル / レース
開発元：ポラービット（Polarbit）、発売元：Activision Publishing, Inc.
クラッシュ・バンディクー ブッとび3段もり!（PS4、Switch、Xbox One、Steam）
PS4版通常版 / 2017年8月3日発売、5,390円（税込）
PS4版ボーナスエディション / 2018年8月2日発売、5,390円（税込）
Xbox One版 / 2018年6月29日発売、5,292円（税込）ダウンロード専用
Steam版 / 2018年6月30日発売、5,390円（税込）ダウンロード専用
スイッチ版ボーナスエディション / 2018年10月18日発売、5,390円 (税込)
開発元：バイカリアス・ビジョンズ（Vicarious Visions）
発売元：ソニー・インタラクティブエンタテインメント、セガゲームス、アクティビジョン
アメリカ版タイトル "Crash Bandicoot N. Sane Trilogy"
クラッシュ・バンディクーレーシング ブッとびニトロ!（PS4、Switch、Xbox One）
PS4版 / 2019年8月1日発売、5,390円（税込）
スイッチ版 / 2019年8月1日発売、5,390円（税込）
エヌ・オキサイドエディション / 2019年8月1日発売、7,700円（税込）ダウンロード専用
Xbox One版 / 2019年8月15日発売、4,946円（税込）ダウンロード専用
Xbox One版エヌ・オキサイドエディション / 2019年8月15日発売、7,970円（税込）ダウンロード専用
ジャンル / レースゲーム
オンラインマルチプレイ、オンラインランキング対応
開発元：Beenox、発売元：セガゲームス、アクティビジョン
アメリカ版タイトル "Crash Team Racing Nitro-Fueled"
クラッシュ・バンディクー4 とんでもマルチバース（PS4、Xbox One、Switch、PS5、Xbox X/S、Win）
PS4版 / 2020年10月2日発売、7,590円（税込）
Xbox One版 / 2020年10月2日発売、7,560円（税込）ダウンロード専用
Switch版 / 2021年3月12日発売、5,390円（税込）
PS5版 / 2021年3月12日発売、7,590円（税込）
Xbox X/S版 / 2021年3月12日発売、7,560円（税込）ダウンロード専用
Win版 / 2021年3月26日、5,390円（税込）
開発元：Toys For Bob、発売元：アクティビジョン
アメリカ版タイトル "Crash Bandicoot 4: It's About Time"
クラッシュ・バンディクー ブッとび!マルチワールド（iOS、Android）
iOS、Android版 / 2021年3月25日発売、基本無料
開発元：King、発売元：King
アメリカ版タイトル "Crash Bandicoot: On the Run!"
クラッシュ・チーム・ランブル（PS4、Xbox One、PS5、Xbox X/S）
2023年6月20日発売、3,990円(税込)ダウンロード専用
開発元：Toys For Bob、発売元：アクティビジョン
アメリカ版タイトル"Crash Team Rumble"

### アーケード
クラッシュバンディクーS
2006年リリースのパチスロ機。サミーが開発、展開。
CRクラッシュバンディクー
2007年リリースのパチンコ機。当たりやすいデジハネ仕様。サミーが開発、展開。

### 携帯電話アプリ

#### メディアソケット
メディアソケットが運営する携帯電話サイト「海外人気ゲーム」にて、EZアプリ（BREW）、および3G端末用S!アプリとして配信。2011年7月現在、2タイトル共に配信が終了している。
クラッシュ・バンディクー え〜っクラッシュとコルテックスの野望?!?（EZ、S!）
EZアプリ（BREW） / 2006年12月20日配信開始、315円（税込）
S!アプリ / 2007年1月17日配信開始、315円（税込）
クラッシュ・バンディクー がっちゃんこワールド（EZ、S!）
EZアプリ（BREW） / 2006年12月20日配信、262円（税込）
S!アプリ / 2007年1月17日配信開始、262円（税込）
CrashMoji（iOS、Android）
iOS、Android版 / 基本無料
発売元：アクティビジョン

#### 日本未発売
Crash Bandicoot
欧米で2001年配信開始
Crash Bandicoot Twin Sanity 3D
欧米で2005年配信開始
Crash BoomBang!
欧米で2007年配信開始
Crash of the Titans
欧米で2007年配信開始
Crash Bandicoot Nitro Kart 3D
欧米で2008年配信開始。iOS版のみ日本でも配信中
Crash Bandicoot Mutant Island
欧米で2009年7月30日配信開始
Glu Mobileが開発・発売を担当

#### その他
パチスロ クラッシュバンディクー（i、EZ、S!）
サミーの携帯電話サイト「サミー777タウン」で配信されている。2012年6月現在、配信が終了している。
直感♪クラッシュ・バンディクー（i）
FOMA SH904iにプリインストールされているメガiアプリ。他の機種への配信は行っていない。2012年6月現在、販売は終了している。

## コレクション作品
いずれも日本未発売。発売日は米国のもの。

### SCE発売
Crash Bandicoot Collector's Edition（PS）
2002年5月8日発売
収録作品 : 『3』『レーシング』『カーニバル』

### シエラ・エンターテインメント発売
現在はアクティビジョン・ブリザード発売。
Crash Bandicoot Action Pack（PS2）
2007年発売
収録作品 : 『ニトロカート』『5』『がっちゃんこ』

## その他の登場作品

### スカイランダーズ・アカデミー（アニメ）2016年 - 2018年
配信：ネットフリックス、アマゾンビデオ　制作：Activision Blizzard Studios
シーズン1の11話と12話にクラッシュが登場。日本語吹き替え版が2016年10月28日からネットフリックスで配信されている。
日米ともにクラッシュの声優はゲーム版とは異なっている。シーズン3にはクラッシュとココが登場。

### Skylanders Imaginators（PS3、PS4、Switch、Wii U、Xbox One、Xbox 360）2016年 - 2017年
クラッシュとコルテックスがプレイアブルで登場。また、クラッシュの住むウンパ・アイランドもステージとして登場。
任天堂のドンキーコング、クッパ（スーパーマリオ）との共演作品でもある。

### アンチャーテッド 海賊王と最後の秘宝（PS4）2016年
ノーティードッグが今作のためにいちからチューニングしたクラッシュを収録。内容はシリーズ1作目の「おおいわゴロゴロ」ステージを基にしたもの。

## 登場人物
同一のキャラクターであっても、作品が変わると声優が変更されることがある。『リマスター』以降では日本版でも、掛け声などの音声は現地声優によるものが使われている。

### クラッシュファミリー
クラッシュとその仲間たちのことを指す。主な活動はコルテックス達の野望を阻止すること。ココやクランチは作品によって洗脳された状態でクラッシュに襲いかかるが、いずれもクラッシュが返り討ちにし、洗脳を解いている。
クラッシュ・バンディクー（Crash Bandicoot）
現地声優: ブレンダン・オブライエン（Brendan O'Brien）（『1』『2』『3』『カーニバル』『旧4』）、チップ・チャイナリー（『レーシング』）、スティーヴン・ブルーム（『ニトロカート』）、ジェス・ハーネル（『がっちゃんこ』『6』『7』『リマスター』『ブッとびニトロ』）、スコット・ホワイト（『新4』）
日本版声優: 山口勝平（『1』『3』『レーシング』『カーニバル』『旧4』『ニトロカート』）、石井真（『フェスティバル』）
本作の主人公である、タスマニア（正確には「オーストラリア南東の3つの島」もしくは「タスマニア地方の小島」でタスマニア本島ではない）出身のバンディクーの男の子。12月6日生まれ。具体的な年齢は不明。作中では「やった〜い」や「いっくぞ〜」など以外は意味不明な掛け声を発することが多く、会話が可能なレベルの言語を話すことはないが、『1』の説明書では彼自身の言葉でアクションの解説がなされており、その際の一人称は「オイラ」で、口癖は「なのだ」や「だぞ」。開発者によると名前の由来は、木箱をたくさん壊すことから名付けたとされる。
間抜けだが仲間想いで憎めない性格。好物はリンゴ。夢は「宇宙一のモテモテ君」で、かわいい女には目がない。妹にココがいる。
元々は凶暴な暴れん坊というだけの普通のバンディクーで、コルテックスは彼を洗脳動物のリーダーにする予定だったが、動物を洗脳する機械の異常によって善悪の価値観が逆転。元々悪者だったために逆に正義に目覚めて以来、何度もコルテックスの悪事を阻止している。運動を得意とする一方、知能は低く、それが原因で『1』の後に恋人のタウナに振られてしまい、ココの「モテモテトレーニング」を受けた結果、『2』におけるクラッシュの技が増えた。また、カナヅチな訳ではないが息継ぎが下手であるため泳ぐことが出来ず地上ステージで水に落ちると即座に溺れてミスとして扱われていたが、『3』ではスキューバダイビングをしたり（この時は酸素ボンベを背負っており、クラッシュが苦手な息継ぎを行う必要がないため泳ぐことができる）、オートバイや複葉機等に乗ったりしている。
なお、現実のバンディクーは4足歩行であるが、クラッシュが2足歩行なのは改造によるものではなく元々である。
『新4』の「きおくのカケラ」にて、彼の名前はコルテックスが名付けたことが判明した。
アクアク・アクウカ（Aku-Aku Aku-Uka）
現地声優: メル・ウィンクラー（『3』『レーシング』『旧4』『ニトロカート』『5』『新4』）、グレッグ・イーグルス（『6』『7』『リマスター』『新4』）
日本版声優: 緒方賢一（『2』『3』『レーシング』『カーニバル』『旧4』『ニトロカート』『5』『リマスター』『新4』）
光波のマスク。一人称は「ワシ」で、クラッシュからは「アクアク爺さん」と呼ばれることもある。
コルテックスが世界征服を行うのを阻止するため、クラッシュやココに助言したり守ったりしている。本来は決まった姿を持たず、普段は木の仮面に乗り移ってコミュニケーションをとる。『1』ではアクアクの話す言葉は字幕で表示されていたが、『2』から音声で話すようになっている。3つ集めると一定時間無敵になる。また、視界が遮られるほどの暗いステージでは、一定時間の間周りを明るくすることができる（本人曰く、若い頃は今よりもっと長く続いたとのこと）。彼の仮面は職人によって一つ一つ丁寧に作られている事実が『3』のムービーにて判明する。また、『2』-『旧4』では何回もミスした場合、チェックポイントから再開すると付いてくる。『5』は再開直後毎回ついてくる。悪の精霊ウカウカとは双子の兄弟であり、同時に宿命のライバル。『5』ではウカウカと奇跡のタッグを組むが、エビルツインズにあっけなく倒されてしまった。『2』以降は日本版で「チョチョイのパー」など寒いギャグや、当時のCMをネタにした第四の壁を破る発言も。
タウナ・バンディクー（Tawna Bandicoot）
現地声優: デビ・デリーベリー（『リマスター』）、ウスラ・タヘリアン（『新4』）
日本版声優: 戸田亜紀子（『フェスティバル』『新4』）
クラッシュの元恋人であるバンディクー。『1』のヒロインだったが、『2』の物語開始時点ですでにピンストライプに乗り換えてしまっている。『旧4』ではクラッシュの家にタウナの写真があるあたり、クラッシュはまだ彼女に未練がある様子。『1』以降、先述の写真での出演以外は全く出番がなかったが、『フェスティバル』で操作可能キャラクターとして再登場を果たした。
『1』ではボーナスステージのゴール付近でクラッシュを助ける幻として現れたが、『リマスター』では脱出は出来たが、その度にコルテックスに連れ戻される演出に変更。
『新4』では、一部のステージでプレイヤーキャラクターに昇格。別次元から来た存在のため、過去作のタウナとは全くの別人である。髪型がパンクな形になっているのが特徴。ピンストライプに乗り換えて以降長い間クラッシュと会っていないのはどちらの次元でも共通の模様。一緒に行動しようと言うクラッシュ達の誘いを断り、単独で行動する。
ココ・バンディクー（Coco Bandicoot）
現地声優: ヴィッキー・ウィンタース（『2』）、ヒンデン・ウォルチ（『レーシング』）、デビ・デリーベリー（『旧4』『ニトロカート』『5』『がっちゃんこ』『6』『7』『リマスター』『ブッとびニトロ』）、エデン・リーゲル（『新4』）
日本版声優: 池澤春菜（『2』『3』『レーシング』『カーニバル』『リマスター』『新4』）、小暮英麻（『旧4』『ニトロカート』『5』）、新井里美（『がっちゃんこ』）、椿理沙（『フェスティバル』）、野水伊織（『ブッとびニトロ』）
クラッシュの妹。兄より機械技術に秀でる。誕生日は自身の名に因み、5月5日。
初登場の『2』ではコルテックスのネットワークをクラッキングして兄を見つけ、『3』では乗り物に乗り冒険に参加。パソコンの他にカンフー映画も好んでおり、『旧4』では「カラテキック」や「足払い」といった技を身につけている。
日本版では『2』より以前は都会に住んでいた設定があったが、海外版ではその部分が明確に描かれていなかったため、『新4』の「きおくのカケラ」にて、クラッシュと同じく実験体にされていた設定が追加された（時系列では『1』の頃に該当し、クラッシュがコルテックスを倒すまで10ヶ月以上かかっている）。
エヌ "クランチ" バンディクー（N. "Crunch" Bandicoot）
現地声優: ケビン・マイケル・リチャードソン（『旧4』『ニトロカート』）、クリス・ウィリアムズ（『がっちゃんこ』『6』『7』）
日本版声優: 岸祐二（『旧4』『ニトロカート』）、木村雅史（『がっちゃんこ』）、ふくまつ進紗（『フェスティバル』）
『旧4』でコルテックスが創った秘密兵器で、クラッシュを倒すためスーパーバンディクーに改造されている。ただし、自力だけではエネルギーが不足しており、魔神の力を借りなければ十分に実力を発揮することが出来ない。クラッシュの破壊を目的に遺伝子操作されていたが、ラストでは善の心を取り戻しクラッシュの仲間になった。健康に気を遣っており、毎日のトレーニングは欠かさず、健康的な食生活を送っている。豪快な性格とは裏腹に、寝るときは「チビクマちゃん」というぬいぐるみと一緒に寝ており、これが無いと寝る事ができない。
なお、初登場の『旧4』以外ではエネルギー不足に関する話題は登場しない。
ポーラ（Polar）
現地声優: デビ・デリーベリー（『ニトロカート』）、ミスティ・リー（『ブッとびニトロ』）
日本版声優: こおろぎさとみ（『レーシング』『カーニバル』）
『2』で初登場したクラッシュの友達である白クマの子供。『2』ではクラッシュを乗せて（善意で乗せてもらっていたわけではなく強引に乗っていた模様であり、ゴール付近でクラッシュを振り飛ばす描写がある）走っていたが、『レーシング』では自分がカートを乗り回すなどしている。ポールというとても恐い父がいる。
『5』にてクラッシュに敵対しているシーンがあるが、開発者によると『2』でクラッシュがポーラを馬乗りにしたためでその時の復讐をずっとうかがっていたからとされる。この時、プーラより先に2足直立をしている。
プーラ（Pura）
現地声優: ポール・グリーンバーグ（『ニトロカート』）、ミスティ・リー（『ブッとびニトロ』『新4』）
日本版声優: 川田妙子（『レーシング』）、谷井あすか（『フェスティバル』）
ココの友達の子供のトラ。ココが以前中国を訪れた時に迷い込んだ竹林で出会い、ココから餌をもらったことで懐き、彼女しか背中に乗せない。『3』ではココを乗せて走るほか、ココとエヌ・ジンの対決にも登場している（第2形態の際に、コスモココの後部に装着する追加パーツに乗っている）。また、『レーシング』では自分でカートを乗り回している。
『フェスティバル』ではズボンを穿いて、二足歩行をしている。
ベイビーT（Baby T.）
現地声優: アイク・アマディ（『ブッとびニトロ』）
『3』でクラッシュが古代のステージに行った時、卵を孵化させた際に出てきたティラノの赤ちゃん。クラッシュを親と思っており、クラッシュを乗せた。その縁もあってか、真エンディングにてクラッシュの家にいる。続々編の『カーニバル』にも登場している。

### ビッグ・エヌ
コルテックスを中心とした軍団。『1』ではオープニング前の時点で製造した洗脳動物たちに暴走され（オープニングでブリオがクラッシュの洗脳を危惧しているのはこの前例から）、リパー・ルー、コアラコング、ピンストライプの3体を除き制御できておらず、『2』ではさらに状況が悪化し、オープニングでエヌ・ジンの「地球に我々の工作員はもういませんが」という発言に対してコルテックスが「地球に味方がいないのは百も承知」と言い切っているほど人材不足になってクラッシュを騙して利用するまでになっていた。その後『3』でタイニータイガー、ディンゴダイル、エヌ・トロピーを加えて以降、コルテックス軍団はこの5人とウカウカのことを指している。
ネオ・コルテックス（Dr. Neo Cortex）
現地声優: ブレンダン・オブライエン（『1』）、クランシー・ブラウン（『2』『3』『レーシング』『旧4』『ニトロカート』）、レックス・ラング（『5』『がっちゃんこ』『6』『7』『リマスター』『ブッとびニトロ』『新4』）
日本版声優: 飯塚昭三（『1』『2』『3』『レーシング』『カーニバル』『旧4』『ニトロカート』『5』『がっちゃんこ』『リマスター』）、秋元羊介（『フェスティバル』）、板取政明（『新4』）
大きな頭と額の黒い「N」（幼少期は小文字の「n」だったことが『3』のエンディングと『5』で確認できる）がトレードマークの悪の科学者。科学界で除け者にされた恨みから世界征服を企てるが、その過程でクラッシュを正義に目覚めさせてしまい、それ以来何度も野望をクラッシュに阻止されている。ワガママな性格だが、ウカウカには頭が上がらない。夢はビーチでモテモテに過ごすこと。
『4』のエンディングでは爆発する宇宙要塞から脱出したものの寒い南極に墜落し、氷の上でウカウカに追い回され、『5』のオープニングで追い回される状態のまま氷漬けになっていた。
『5』ではワルワルスクールに通っていたことが判明し、姪のニーナ・コルテックスもワルワルスクールに通っている。
開発者によれば、名前は脳の一部をあらわすコルテックス（大脳皮質、ネオ・コルテックスで「新大脳皮質」の意味）からジョークとして名付けたとされる。
『新4』では、ボスのみならず一部のステージでプレイヤーキャラクターとしても登場。エヌ・トロピーが反旗をしたことで一時的に共同戦線を張ったが、クラッシュやココを生み出した過去を消すために、1996年にタイムスリップ。過去の自分に遭遇したが、信じてもらえなかった上に監禁される。追ってきたクラッシュを消すべく機械で仮面の力を無理やり使い最終ボスとして立ちはだかるが、それでもやられてしまい、過去の自分が『1』の頃と同じ行動をしたため失敗に終わった。その後、仮面達に取り押さえられ、次元の彼方に送られ途方に暮れるが、同時にウカウカが関わらない自由の身にもなれたため、「平和だ」と言って受け入れた。
過去編である『記憶のカケラ』では、クラッシュやココの才能を見出すべく困難なテストをやらせる。
魔術の魔神ウカウカ・アクウカ（Uka-Uka Aku-Uka the Magic Elemental）
現地声優: クランシー・ブラウン（『3』『レーシング』『旧4』『ニトロカート』）、アレックス・フェルナンデス（『5』）、ジョン・ディマジオ（『6』『7』『リマスター』『ブッとびニトロ』）
日本版声優: 大友龍三郎（『3』『レーシング』『カーニバル』『旧4』『ニトロカート』『5』『リマスター』）
コルテックス側の黒幕。アクアクの双子の兄弟で、名前をはじめとして全てがアクアクと正反対の存在である（aku-akuを逆さまに読むとuka-uka）。世界征服を企んでおり、その邪悪さから遠い昔にアクアクにより封印された。封印されている間もコルテックスに指示を与えていたが、『2』でコルテックスの宇宙ステーションがエヌ・ブリオの攻撃によって撃墜され、破片の一部が『3』の冒頭で封印されていた神殿に直撃したことによって遂にこの世に復活した。
基本的にはアクアクとは対立しているが、『5』では、アクアクと協力して悪に挑んだ。しかし、結局エビルツインズにあっけなく倒されている。
その能力はアクアクと互角で同様の術を持つようで、『3』ではアクアクと全く同じ攻撃でコルテックスと共に戦い、『レーシング』や『5』ではコルテックスらをアクアク同様に守る役目を果たしていた。目的のためなら手段は選ばないものの、基本的にコルテックスを始めとする部下に任せっきりである（『旧4』の冒頭で魔神を復活させたことなど、必要なら自分で動くこともある）。『カーニバル』のコルテックス側のエンディングで彼の願望が明らかになるが、実はイメージと裏腹に間抜けなものである。
『新4』では時空に穴を開けた際に力を使い果たしてしまったためオープニング以降の出番はないものの、隠しエンディングでは次元の彼方に追放されたコルテックスの前に笑い声と共に姿を現わし、そこでエンディングが終わる。
エヌ・ジン（Dr. N. Gin）
現地声優: ブレンダン・オブライエン（『2』『3』『レーシング』）、コーリー・バートン（『旧4』『リマスター』『ブッとびニトロ』『新4』）、クイントン・フリン（『ニトロカート』『5』）、ノーラン・ノース（『がっちゃんこ』『6』『7』）
日本版声優: 中田和宏（『2』『3』『レーシング』『旧4』『ニトロカート』『5』）、小形満（『がっちゃんこ』）、咲野俊介（『リマスター』『新4』）
『2』からニトラス・ブリオのかわりにコルテックスの参謀として登場した宇宙機械技師で、コルテックスとは学生時代からの知り合いである。過去の実験の失敗によってミサイルが頭部右側に突き刺さっており、治療のため顔の右半分を機械化している。機械化のためか、声がオートチューンを用いたかの様に機械的になっている。
身体能力は非力なため自力では戦わず、強力なメカに乗って何度もクラッシュに挑むが、いずれも撃破されている。
日本語版では当初は自分を「拙者」と呼び、サムライのような時代がかった口調で話していたが、『旧4』以降は一人称が「私」となり、サムライ口調は見られなくなり、『がっちゃんこ』では一人称は「オレ」となり乱暴な口調となっていた（また、この作品以降肌の色も土気色に変わった）。これらの見た目と口調は『リマスター』で元に戻った。
『2』ではラスボスであるコルテックスの一つ手前のボスとして登場。「ピストンヘッド」というロボットでクラッシュと戦う。
『3』でも同様にコルテックスの一つ手前のボスとして登場。前作で壊されたピストンヘッドを修理・改造し、「DOCH-NGIN2」という巨大な人型ロボットに作り替えて勝負を挑む。
『旧4』ではオープニングに登場こそするものの、出番はほぼない。
『新4』では最初のボスとして登場。アカノの力を利用し、巨大ドラムロボットでクラッシュ達と戦う。また、コルテックス軍団に戻ってきたニトラス・ブリオとは仲が悪く、些細なことで喧嘩になる。過去編である「きおくのカケラ」では、ココが実験を受けている頃にコルテックスの部下になったらしく、ココをバンディクーとは信じず、猫だと思っていた。
タイニータイガー（Tiny Tiger）
現地声優: ブレンダン・オブライエン（『3』『レーシング』）、ジョン・ディマジオ（『ニトロカート』『リマスター』『ブッとびニトロ』）、クリス・ウィリアムズ（『6（Wii、X360、PS2、PSP）』『7』）、ノーラン・ノース（『6（DS）』）
日本版声優: 立木文彦（『3』『レーシング』『カーニバル』『リマスター』）、木村雅史（『ニトロカート』）
『2』より登場したコルテックスの部下のフクロオオカミ。『2』では台詞がなく、鉄の扉をブチ破る怪力を披露しクラッシュに跳びかかる。『3』では剣闘士として装い台詞が付いたが、自分のことを「タイニー」と呼ぶなど、知能が低い言動が目立つ。コルテックスの実験で強引に変貌させられた（「事故」ともされる）が、コルテックスを恨んでいるような様子は無く、現在の暮らしに馴染んでいる。
『新4』では唯一出番が全く無いため、コルテックス達がいない間にどうしていたかは現状不明。
ディンゴダイル（Dingodile）
現地声優: ウィリアム・フットキンス（『3』）、ドワイト・シュルツ（『ニトロカート』『5』）、ノーラン・ノース（『6（DS）』）、フレッド・タタショア（『リマスター』『ブッとびニトロ』『新4』）
日本版声優: 石田圭祐（『3』『レーシング』『カーニバル』『リマスター』『新4』）、飯島肇（『ニトロカート』『5』）
『3』より登場。コルテックスの実験によりディンゴとクロコダイルを合成して作られた。粗暴な見た目や雰囲気とは裏腹に頭が切れる。特殊燃料を用いる自慢の火炎放射器をいつも持ち歩いており、焼き肉が好物。『レーシング』の最後ではバーベキュー店を開店する。
コルテックスの部下であるはずだが、『5』ではお宝目当てにコルテックスに襲い掛かるなど、必ずしもコルテックスに忠実であるとは限らない。
『4』ではカプセルのステージに登場し、火炎放射器で行く手を塞いでくるが、特にセリフは無い。
『新4』では、一部のステージでプレイヤーキャラクターに昇格。武器が愛用していた火炎放射器から大量の箱を吸い込むことが出来るバキュームへと変更された。コルテックスが戻ってくるまでの間に離反し、レストランを開業しようとしたが、一連の騒動の巻き沿いによりレストランが破壊。更に、マルチバースに巻き込まれてしまう。その後さまざまな場所に移動し、その行動が偶然にもクラッシュを助けることになる。
エヌ・トロピー（Dr. Nefarious Tropy）
現地声優: ミカエル・エンサイン（『3』『レーシング』『ニトロカート』『5』）、コーリー・バートン（『旧4』『リマスター』『ブッとびニトロ』）、J・P・カリアック（『新4』）
日本版声優: 池田勝（『3』『レーシング』『旧4』『リマスター』『新4』）、佐藤晴男（『ニトロカート』『5』）
『3』より登場した時間博士。エヌ・トロピーは通称であり本名はネファリアス・トロピー。I.Q.1061の大天才。子供の頃から時計に囲まれて育っており、時間を操る能力を持つほか、巨大な音叉を武器にして戦う。その一方、体が他の科学者キャラ以上に非力で、多少の運動ですぐ疲れてしまう。「タイム・ネジネジマシーン」の開発者でもあり、定期検査を行っていた。英語を混ぜた変わった口調で話し、普段は礼儀正しい英国紳士を気取っている。
プライドが高く、同じウカウカの部下であるコルテックスとはあまり仲が良くなく、ウカウカの下でコルテックスとエヌ・トロピーで2つの派閥ができている状態となっている。また、ウカウカへの忠儀心もコルテックスほどではない模様。
『レーシング』、『カーニバル』、『ブッとびニトロ』ではタイムアタックにおける競争相手として登場し、すべてのコースを彼より上回れば操作可能キャラとして登場する。
『アドバンス2』では彼が黒幕を務め、タイムネジネジマシーンの未来予知により、クラッシュ達と仲良く写真を撮っている様子から、クラッシュを味方にすることを思いつき、配下のエヌ・トランスを呼びクラッシュ達を洗脳しようと企む。しかし肝心のクラッシュがニセクラッシュだったことから失敗に終わり、倒されて気絶している間に未来予知の通りにクラッシュ達と一緒に写真を撮られてしまった(つまり、未来予知での様子は自身が倒された後のことを示しており、未来を変える事が出来なかった)。
『新4』では、次元を操る方法「マルチバース」を発見し、自身が勝つように企てて、実際に別次元の自身である「レディ・トロピー」を呼び込んだ。ボス戦では、レディと共にレーザーでクラッシュを追い込もうとするが倒されてしまい、次元の彼方に飛ばされてしまう。過去編である「きおくのカケラ」では、直接登場はしないがコルテックスと連絡をとっていた。
ニーナ・コルテックス（Nina Cortex）
現地声優: スーザン・サイロ（『5』）、エミー・グロス（『がっちゃんこ』『6（Wii、X360、PS2、PSP）』『7』）、デビ・デリーベリー（『6（DS）』『ブッとびニトロ』）
日本版声優: こおろぎさとみ（『5』）、亀井芳子（『がっちゃんこ』）
『5』で初登場したコルテックスの姪。コルテックスの母校でもある「ワルワルスクール」に通っている。コルテックスが改造を施した両腕は、鋼鉄でできており伸縮自在。可愛い動物が好きなのだが、彼女の両腕の力が強すぎる為に何匹もの動物がペチャンコになっている。また、無口のため、何を考えてるかは分からない。
『がっちゃんこ』ではレーサーとして登場。10歳を過ぎたこの頃からひねくれてきた。
ニトラス・ブリオ（Dr. Nitrus Brio）
現地声優: ブレンダン・オブライエン（『1』『2』）、モーリス・ラマーシュ（『7』『リマスター』）、トム・ケニー（『ブッとびニトロ』）、ロジャー・クレイグ・スミス（『新4』）
日本版声優: 小形満（『1』『2』『カーニバル』『リマスター』『新4』）
ネオ・コルテックスの元参謀。『1』では動物を進化させるエヴォルヴォレイを作り、コルテックスと共にクラッシュの島を襲って動物を捕まえ改造していった。ボスキャラクターとして薬品の入った三角フラスコを投げる攻撃や、自分自身への薬品投与によるパワーアップなどを行う。物語終了後は改心し、資金調達の為にバーテンダーの仕事を始める。
『2』ではコルテックスの野望を阻止するために、改造生物たちを送り込んでパワーストーン集めを妨害したほか、仕事で得た資金でレーザー兵器（無色を含むカラーダイヤが燃料）を開発。当初はコルテックスに加担するクラッシュを咎めるが、ダイヤが揃うとクラッシュと手を組んでレーザーを完成させ、コルテックスの宇宙船の破壊に成功し地球を守った。しかし『3』にて破壊した宇宙船の残骸がウカウカを封印している神殿に直撃しウカウカの封印を解いてしまい、本人の与り知らぬところで新たな火種を作ってしまうことになる。
『カーニバル』ではウカウカに召集されたため、止む無くコルテックスに協力する。
『5』では名前のニトラスをエヌに短縮して登場。エヌ・トロピーの部下のように扱われ、薬品を飲んでカエルのような巨体に変身した。
『Mind over Mutant』では再びコルテックスの参謀へ戻った。
『新4』ではボスとして登場。コルテックス達に認められることを目的としているため、エヌ・ジンといざこざになる。戦い方は『1』とほぼ同じだが、薬を投げている際は離れた足場におり、そもそも近寄ることができなくなっている他、薬を投げた際と変身後の拳を振り下ろす攻撃の際に衝撃波が加わっている。また、イベントの中では赤い薬が入ったフラスコを自分の足元で割ることで瞬間移動を行う。過去編である「きおくのカケラ」では、この頃からコルテックスを見下しており、バンディクーの掃除も嫌がっていた。
リパー・ルー（Ripper Roo）
現地声優: ジェス・ハーネル（『リマスター』）、アンドリュー・モルガド（『ブッとびニトロ』）
日本版声優: 鈴木勝美（『レーシング』）
コルテックスの洗脳光線を受けたカンガルー。袖を胴体に巻き付け、拘束着にしたような状態の白衣を着ている。過剰な洗脳によって正気を失っており、奇声のような笑い声を上げながら跳ね回る。ただし、規則性があるため気まぐれな性格である模様。
『1』ではコルテックスの部下としてクラッシュの前にボスとして立ちはだかるが、物語終了後は治療によって正気を取り戻し、大学で論文を発表できる程の知能を身につけた。
『2』では正気を取り戻したため『1』とは打って変わって、帽子と眼鏡を付け口髭を蓄え、多数の本を読む知識人風の風貌でボスとして再登場。爆弾とニトロのパネルをばらまいて戦うが、その度に爆発に巻き込まれるとショックで再び正気を失い、元の状態に戻ってしまう。
『レーシング』でもボスキャラクター、操作可能キャラクターとして登場する。物語終了後はプロのスタントドライバーにスカウトされた。
『カーニバル』ではミニゲーム中のいわゆるお邪魔キャラクターとして登場し、『ニトロカート3D』『Nitro Kart2』では操作可能キャラクターとしての登場を果たした。
『ブッとびニトロ』ではスキンを変更することで『2』の姿でレースを行うことができるが、性格は『レーシング』同様の『1』の時の性格のまま変化は無い。
コアラコング（Koala Kong）
現地声優: フレッド・タタショア（『リマスター』『ブッとびニトロ』）
コルテックスの洗脳光線を受けたコアラのボクサー。「コアラコング」という名前だが、海外版ではコアラに筋肉の元素を大量に注入し、ゴリラのような筋肉質の体を手に入れたものとなっており、ゴリラそのものの要素は無い。日本版のみ、コアラとゴリラを合成したという設定となっている。
重い岩を軽々と投げる驚異的な怪力の持ち主。『1』ではボスキャラクターとして登場し、クラッシュとの対決に臨んだ。その後、映画俳優としてデビューし、3分映画に出演するだけで島を購入できるほどの人気俳優となった。
『カーニバル』では操作可能キャラクターとして再登場。映画の撮影中にウカウカによって呼ばれた。
ピンストライプ（Pinstripe Potoroo）
現地声優: ブレンダン・オブライエン（『レーシング』）、ジェス・ハーネル（『リマスター』）、ロビー・デイモンド（『ブッとびニトロ』）
日本版声優: 山路和弘（『レーシング』）、吉野貴宏（『フェスティバル』）、白石稔（『ブッとびニトロ』）
コルテックスの洗脳光線を受けたポトルー（ネズミカンガルーの事）で、頭脳明晰で忠実なコルテックスの最高傑作。スタイル抜群で赤いスーツに身を包んでいる。普段はクールだが、愛用のマシンガンを持つとひたすら乱射する危険な性格。『1』ではボスキャラクターとして登場し、クラッシュとの対決に臨んだ。『1』の物語終了後はあこがれの町であったアメリカのシカゴに移り住み、後にタウナが彼を追いかけてくる。ただし銃規制によってマシンガンを撃てないことに不満を持っている。
『レーシング』でもボスキャラクターとして登場した。『フェスティバル』でも操作可能キャラクターとして再登場。
『ブッとびニトロ』のストーリーモードでは登場の際にマシンガンを連射し、更に爆弾を投げるなど、危険な性格が前面に出ている。
コモド兄弟（兄：ジョー、弟：モー）（Komodo Joe、Komodo Moe）
現地声優: デビッド・アンソニー・ピズット（ジョー）（『レーシング』）、ブレンダン・オブライエン（モー）（『2』『カーニバル』）、フレッド・タタショア（『リマスター』『ブッとびニトロ』）
日本版声優: 高木渉（ジョー）（『レーシング』）
コルテックスの洗脳光線を受けたコモドオオトカゲの兄弟で、『2』でボスキャラクターとして初めて登場した。兄のジョー（小型の方）は頭が良く剣術に長けており、喋る時は「さ行」の発音だけが大げさ。弟のモー（大型の方）は力自慢でのんびり屋。息の合った剣術でクラッシュを苦しめた。
『レーシング』ではジョーのみ、『カーニバル』では揃ってボスキャラクターとして登場している。『ブッとびニトロ』にてようやく二人揃ってレースに参加している。
『ブッとびニトロ』では、ジョーがストーリーモードで登場した際に車を蹴ってひっくり返し、タイヤの金属部分で剣を砥ぐパフォーマンスを行う。
リラ・ルー（Rilla Roo）
現地声優: アンドリュー・モルガド（『ブッとびニトロ』）
日本版声優: 小形満（『カーニバル』）
ゴリラとカンガルーが合体したキャラクター。商売上手で、日本版では関西弁。ニトラス・ブリオがリパー・ルーの遺伝子から作り出したらしい。その後、しばらく登場はなかったが、『ブッとびニトロ』で再登場。顔のパーツがかなり変更され、性格もゴリラのように鳴きながら騒ぐキャラクターへと変更。しかしこれがウケなかったことがあってか、後に『カーニバル』に近い顔である「リラ・ルーV2」が登場した。
エヌ・トランス（N. Trance）
現地声優: トム・ボードン（『ニトロカート』）、マイケル・ガフ（『ブッとびニトロ』）
日本版声優: 佐藤せつじ（『ニトロカート』）
『アドバンス2』で初登場したエヌ・トロピーの部下の催眠術師で、エヌ・トロピーの命令でクラッシュたちを洗脳しようとした。「-ランス」という話し方をする。タマゴの形をした頭部に、機械の胴体を組み合わせた構造となっている。本人は自身のタマゴのような姿を気にしており、指摘すると激怒するが、時折それをネタにして自分で言っていることがある。
『ニトロカート』では、チームトランスのキャプテンを務め、ディンゴダイル、ポーラ、プーラを洗脳してチームメイトにしている。
ウォーラス（Walrus）
現地声優: ドワイト・シュルツ（『5』）
日本版声優: 飯島肇（『5』）
エヌ・ジンの戦艦にいるコックの恰好をしたセイウチ。クラッシュを調理しようと襲い掛かってくる。『5』における追いかけられステージの内の一つを担当しており、絶対に倒せない。
スコルポリラ（Scorporilla）
ゴリラとサソリが合体したキャラクター。オカマ口調。日本未発売『Crash Of The Titans』で初登場し、日本では『マルチワールド』にて初めて登場した。

### エイリアン
地球とは別の惑星の出身キャラクター。ここに属するすべてのキャラがレースの実力者であるため、レースが関わらない本編ではエヌ・オキサイド以外は登場しない。
エヌ・オキサイド（Nitros Oxide）
現地声優: デビッド・アンソニー・ピズット（『レーシング』）、クイントン・フリン（『ニトロカート』）、コーリー・バートン（『ブッとびニトロ』『新4』）
日本版声優: 滝口順平（『レーシング』）、茶風林（『ニトロカート』『新4』）
正式な名前はニトラス・オキサイド。一人称は「オレ様チャン」。『レーシング』のラストボスで、3度のメシよりレースが好きなスピード狂のエイリアン。「宇宙最速」の称号を持ち、今まで目をつけた星にレース勝負を挑んでは勝利し、その星の文明を滅ぼしてきた。
『レーシング』の最後に地球代表のレーサーに敗れ、「宇宙で2番目に最速」に転落してしまう。敗れた後は故郷の惑星ガスモキシアに逃げ帰り、しばらく落ち込んでいたが、その後立ち直り、その速さを活かしてスペース・パトロールをしている。四本足でのタップダンスが得意。
『カーニバル』では逆襲のために現れ再びラストボスになる。
『ニトロカート』のギャラクシーレースでクラッシュたちと再会。チームオキサイドのキャプテンを務める。
本編では、『旧4』や『5』でカメオ出演。『新4』では、エヌ・トロピーに脅迫され、自身の船を乗っ取られてしまう。
ザム（Zam）
現地声優: ビリー・ウエスト（『ニトロカート』）、アンドリュー・モルガド（『ブッとびニトロ』）
オキサイドの仲間のエイリアン。トカゲとカエルを足した様な姿をしている。ギャラクシーレースでオキサイドのチームメイトを務める。あまり知能が発達しておらず、言葉を話すことができない。鳴き声や座り方が犬と似ている。
『ブッとびニトロ』では表彰式の際に犬の様な仕草をしたりスキンにブルドッグやデビルドッグが追加されるなど、より犬っぽさに磨きがかかっている。
ゼム（Zem）
現地声優: アンドレ・ソグリウゾ（『ニトロカート』『ブッとびニトロ』）
日本版声優: 高戸靖広（『ニトロカート』）
ザムと同じく、オキサイドの仲間のエイリアン。ゴブリンとトロールを足した様な姿をしている。ギャラクシーレースでオキサイドのチームメイトを務める。ザムとは違い巨体。レース中にゲップをするなど下品である。
クランク（Krunk）
日本版声優: 廣田行生（『ニトロカート』）
田舎者っぽいしゃべり方をする原住民。
地球がテラの真似をしたと言い放ち、クラッシュたちをライバル視している。
クラッシュチームで勝利した後、「実はオラたちが地球を真似した」と白状していた。
コルテックスチームの真エンディングにて、クランクの種族が間違って来てしまったコルテックス達を神様のように称えた。
ナッシュ（Nash）
日本版声優: 真殿光昭（『ニトロカート』）
レースをするために作られたサイボーグザメ。
この存在を見たエヌ・ジンはかなり興奮していた。
一度も寝たことがないせいかかなり短気な性格で、レースが始まらないことをベロに八つ当たりする。
クラッシュチームで勝利後、ココにより人工知能にハッキングを受けた事で初めて眠り、寝たまま退場していった。
ノーム（Norm、Big Norm）
日本版声優: 後藤哲夫（ビッグ・ノーム）（『ニトロカート』）
レースよりも本を読むのが好きな、パントマイムのような恰好の無口な悪魔。
レースになるとアメーバ状になって、本体（リトル・ノーム）と分身（ビッグ・ノーム）に分裂し、分身のほうに任せようとするが、結局分身に論され出場する。
リトル・ノームは元の姿同様の性格と姿だが、ビッグ・ノームは逆にふくよかな体型の大男で、傲慢な性格。
レースは1対2の変則ルールで行われるが、ビッグ・ノームは順位にカウントされておらず、あくまでもリトル・ノームに勝てば良い。
負けた後は元に戻り、負けた責任として本を没収された。
ギアリー（Geary)
日本版声優: 岩崎ひろし（『ニトロカート』）
オカマ口調でしゃべる最新税のロボット。
レースよりも掃除が好きで、レース前に周囲だけでなくクラッシュの体も綺麗にしている。
小型のお掃除ロボット2体を連れて1対3でレースを行う。このお掃除ロボットは順位にカウントされておらず、あくまでもギアリーに勝てば良い。
クラッシュたちに負けたあと、ベロに罰としてコロシアム全体の掃除を命じられた。
ベロ皇帝27世（Emperor Velo）
日本版声優: 佐藤晴男（皇帝の姿）、宮田幸季（真の姿） （『ニトロカート』）
ギャラクシーレースの主催者。
通常は顔だけのホログラムで現れ、実際にクラッシュの目の前に登場するのは最終戦にて、自身がレースを行う時のみである。
小型の円形ボードに、サーフィンの様に乗る子分のエイリアン2人を引き連れ、1対3でレースを行う。この子分のエイリアンは順位にカウントされておらず、あくまでもベロに勝てば良い。
実は大きな体格はロボットであり、ベロ戦勝利後にボディが破損し真の姿を現す。その体はロボットのものよりも非常に小さく、子分のエイリアンとほぼ変わらないサイズである。ただし、レーサーとしての実力は本物で、タイムトライアルのゴースト記録は、プロ並のタイムを叩き出している。
『ブッとびニトロ』では、真の姿は初期から登場しており、皇帝の姿は最終グランプリに登場。

### その他のキャラクター
上記の三つの勢力に属さない者達。クラッシュやコルテックスに何らかの理由で襲いかかる者もいれば、協力するものもいる。
パプパプ（Papu-Papu）
現地声優: ミカエル・ゴーレム（『レーシング』）、ドワイト・シュルツ（『5』『リマスター』『ブッとびニトロ』）
日本版声優: 島香裕（『レーシング』）
原住民の長で、かなり太っている。悪人ではないが（『1』の取扱説明書でも「コルテックス一味とは違うぞよ」と明記）、『1』『5』ではクラッシュをコルテックスの手下と思い込み襲ってきた。槍攻撃が得意で、魔術を使うこともできる。『レーシング』『カーニバル』でもボスキャラクターとして登場。『レーシング』では語尾に「 - パプ」とつけてしゃべる。
グリン（Penta Penguin）
現地声優: フレッド・タタショア（『ブッとびニトロ』）
日本版声優: 神代知衣（『レーシング』）
『2』でザコキャラクターとして登場したペンギン。以降、『カーニバル』まで様々な役割をもらって登場。『レーシング』にも操作可能キャラクターとして登場するが、『月刊コロコロコミック』での懸賞賞品だったために通常プレイで使用することは不可能。そのためにエンディングのスタッフロールにもその名前は書かれていない。非常に特殊な条件で解禁できたキャラクターなため、性能は全ての面において全キャラクターより上位になっている。現在ではコマンドを入力することによって解禁できることが明かされている。
ニセクラッシュ（Fake Crash）
現地声優: ドワイト・シュルツ（『ニトロカート』）、アンドリュー・モルガド（『ブッとびニトロ』）
日本版声優: 山口勝平（『レーシング』『カーニバル』『ニトロカート』）、石井真（『フェスティバル』）
『3』にて初登場した、太い眉と出っ歯が特徴のクラッシュの偽者。隠れキャラクターとしてこっそり出演することが多く、条件を満たすと特定のステージのどこかで「ニセクラダンス」という踊りをひたすら踊っている。本物のクラッシュをライバル視しており、『レーシング』の隠しムービーでは打倒クラッシュのために努力する姿を観ることができる。
『アドバンス2』で本格的にストーリーに関わる。本物と間違われて攫われてしまい、エヌ・トランスに洗脳され、ボスとして登場する。倒した後は洗脳を解いてもらったことがきっかけで協力するようになり、『ニトロカート』ではチームメイトとして加わり、正式にクラッシュの仲間として扱われている。
レースクイーン（イザベラ、メグミ、エリザベス、エイミー）（Isabella、Megumi、Liz、Ami）
『レーシング』で登場。優勝したキャラクターを表彰式で紹介する役目を担う。キャラクターごとに紹介するレースクイーンは決まっている。『ブッとびニトロ』でプレイヤーキャラクターに昇格。容姿がタウナに近いこともあってか、ほとんどの別スキンがタウナと同じ色違いのコスチュームとなっている。
4種類の魔神（地の魔神ロッコ・アカノコ、 水の魔神ワワ・イカイカワ、炎の魔神パイロ・パイロリ、風の魔神ロロ・カプナロ）（Rok-Ko Akano-Ko the Earth Elemental、Wa-Wa Ika-Ika-Wa the Water Elemental、Py-Ro Py-Loli the Fire Elemental、Lo-Lo Kupuna-Lo the Air Elemental）
現地声優: トム・ウィルソン、R・リー・アーメイ、マーク・ハミル、ジェス・ハーネル（『旧4』）
日本版声優: くわはら利晃、山口勝平、清水敏孝、池田勝（『旧4』）
コルテックスとウカウカによって復活を果たした大昔の大災害を引き起こしたマスクの双子の兄妹の4兄弟。クランチと共にボスキャラクターとして登場。ロッコは語尾に「-ばい」を付けて話し、ワワは説教臭い頑固者。パイロは魔神の中でリーダー的な存在で最も凶暴な性格をしており、ロロは女性的な口調で話すひょうきん者。
エビル・ツインズ（ビクター、モーリッツ）（Victor、Moritz）
現地声優: クイントン・フリン（『5』）
日本版声優: 辻親八（ビクター）、佐藤せつじ（モーリッツ）（『5』）
無限次元の支配者で、知能が発達した双子のオウム。元々、幼き頃のコルテックスのペットだったが、初代ヴォルテックスの実験の際、無限次元に転送され、最終的に十次元にたどり着いた。最悪の環境の中で生き続けたため、送った張本人であるコルテックスに深い恨みを持っている。
巨大なメカに乗って対決を挑んできたが、クラッシュ、コルテックス、ニーナの前に敗れる。その後、逃亡するものの、食べ物を求めてエビルクラッシュの家に迷い込んでしまい、逆にエビルクラッシュに食べられるという悲惨な結末を迎えた。
コルテックスに恨みは抱いているものの、それまではかなり手塩に掛けて育てられたらしく、飼い主のコルテックスの言葉（特に「檻に戻れ、悪い子だ」という叱り）に逆らえない、という弱点がある（ビクター曰く「育ちのよさが災いした」）。
アーネスト・エミュー（Ernest Emu）
日本版声優: 佐藤晴男（『5』）
クラッシュの知り合いで農業を営んでいるエミュー。クラッシュにパワークリスタルを報酬に害虫駆除を依頼するが、コルテックスに撃たれ、奪われてしまう（なお、ステージを進むには結局害虫駆除を行う必要がある）。
マダム・A・アンバリー（Madame A. Amberly）
現地声優: スーザン・サイロ（『5』）
日本版声優: すずき紀子（『5』）
ワルワルスクールの校長で、背中の機械に接続されたワイヤーでぶら下がり、電撃攻撃を得意とする。
コルテックスがワルワルスクールに在籍していた当時から校長だったらしく、母校に戻ってきたコルテックスを見て「大きくなった」と話す。
エビルクラッシュ（Evil Crash）
『5』に登場する、十次元に住む悪のクラッシュ。正義感の強いクラッシュとは正反対で、餌を求めて無差別に襲い掛かるかなり凶暴な性格で、ニセクラッシュとはまた別の存在である。物語後半にて十次元への到着と同時に登場し、ニーナを誘拐した。
実は一軒家に住んでおり（家具なども置かれており、破壊された跡は見られない）、エンディングでは自宅に迷い込んできたエビル・ツインズを捕食している。
エベニーザー・ボン・クラッチ（Ebenezer Von Clutch）
現地声優: ダニー・マン（『がっちゃんこ』）、ジョン・ディマジオ（『ブッとびニトロ』）
日本版声優: 大竹宏（『がっちゃんこ』）
ヘンテコなテーマパーク、ボン・クラッチモーターワールドのオーナー。サイボーグであり、自分の命の源である「ブラックパワーダイヤ」が盗まれてしまい、クラッシュ達に探させていた。モーターワールドのアトラクションなどでお客が困るのを見て楽しむのが趣味。
パサディーナ・オポッサム（Pasadena Opossum）
現地声優: シャネル・ワークマン（『がっちゃんこ』）、デビ・デリーベリー（『ブッとびニトロ』）
日本版声優: 松久保いほ（『がっちゃんこ』）
ボン・クラッチの忠実な部下。レースで味わう危険な刺激が大好きな女レーサーで、どんな過酷なレースにも挑戦する。
ウィリー・ワンパ・チークス（Willie Wumpa Cheeks）
現地声優: ロジャー・L・ジャクソン（『がっちゃんこ』）
日本版声優: 船木真人（『がっちゃんこ』）
モーターワールドのマスコットである、リンゴと人間を合成させて生まれた不気味な生き物で、リンゴ汁を売っている。
実はボン・クラッチのブラックパワーダイヤを盗んだ犯人で、最後にはコルテックスのマシンのレーザーで、ドロドロに溶かされた。
ブラックパワーダイヤを盗んだ理由は語られることがなく、不明である。
チック・ギザード・リップ、スチュー（Chick Gizzard Lips and Stew）
現地声優: クイントン・フリン、デュエイン・シェパード（『がっちゃんこ』）、ロジャー・クレイグ・スミス、ケビン・マイケル・リチャードソン（『ブッとびニトロ』）
日本版声優: 高橋圭一、姫野惠二（『がっちゃんこ』）
ベテランスポーツキャスターのニワトリコンビ。モーターワールドで行われる、パーク権利争奪戦を中継することになった。チックは穏やかな性格ながらも毒舌。スチューは、カメラに写っていない一瞬の間に、服装を変えるという早着替えの特技があり、登場するたびに服装が変わっている。怖い妻がいるらしい。『ブッとびニトロ』ではCTRTVを第7回まで担当し、レーサーとしても登場。
ドローン（Park Drones）
現地声優: ビル・ファーマー、クリス・コッポラ、チャールズ・デニス、ジェス・ハーネル、ロジャー・L・ジャクソン（『がっちゃんこ』）
日本版声優: 黒田崇矢、安斉一博、櫛田泰道 他（『がっちゃんこ』）
モーターワールドの作業員。ガスマスクをしている。パークのあちこちでパワーストーンやコスチュームを売っている。全員お金の為に嫌々働いているらしい。
ビスカント・デビル（Viscount Devil）
『フェスティバル』に登場する大金持ちのタスマニアン・デビル。クラッシュたちを騙してスーパービッグパワーストーンを探させた。
ヤヤ・パンダ（Yaya Panda）
現地声優: ステファニー・シェー
日本版声優: 大森日雅（『ブッとびニトロ』）
『ニトロカート3D』にて初登場したパンダ。続編の『Nitro Kart 2』にも登場。悪の計画により危機が迫った中国を救うべくレース大会に参加した。『ブッとびニトロ』ではアップデートでの追加レーサーとして登場。
キングチキン（King Chikin）
現地声優: フレッド・タタショア（『ブッとびニトロ』）
『ブッとびニトロ』で登場したニワトリの王様。配下とされるチキンは各コースの何処かにいる。
ハスティ（Hasty）
現地声優: ロビー・デイモンド（『ブッとびニトロ』）
『レーシング』で没キャラとなったキャラを再構築し、『ブッとびニトロ』で登場したトナカイのレーサー。
レディ・トロピー（Lady Tropy）
現地声優: サラ・タンサー（『新4』）
日本版声優: 木村涼香（『新4』）
『新4』に登場。別次元からやってきた女性のエヌ・トロピー。性格や英語交じりの言葉遣いなどは、男性のエヌ・トロピーとほぼ同じ。
ニセココ（Fake Coco）
『新4』の「ハチャメチャ！ バンディクーバトル」に4Pのプレイヤーキャラクターとして登場したココの偽物。ニセクラッシュと同じ太い眉と出っ歯が特徴。

## 箱の種類
木箱
斜めに交差する板で補強された、ごく普通の木箱。リンゴが1-8個入っている。『がっちゃんこ』ではコインが入っている。
シマ箱
側面が縦に並んで張られた板により縞模様に見える木箱。踏みつけると箱が弾みながら中のリンゴが手に入り、最大でリンゴが10個入手できる。『1』『2』では1回踏む毎に1個出てくるが、『3』以降は1回で2個入手できる。ただし、そのまま壊すと何も貰えず、時間が経つほど壊れるのが早くなり、出てくるリンゴが減少してしまう。
?箱
黄色の？マークが描かれた木箱。リンゴもしくはクラッシュプレートが入っている。『1』ではボーナスチャレンジに行くためのキャラクタープレートも入っている。『旧4』と『5』ではリンゴのみとなった（『旧4』では一部1UPする）。
1UP箱
クラッシュの顔が描かれた木箱。クラッシュプレートが入っており、壊すとクラッシュの残り人数が1人増える。
アクアク箱/アクアクボックス
アクアクの仮面が描かれた木箱。壊すとアクアクが現れ、クラッシュの身を1回だけ守るほか、このゲームでのヒントなどを聞くことができる。2個取ると光り輝くようになって身を守る回数が2回に増え、3個取るとアクアクがクラッシュの顔に張り付き、一定時間無敵状態になる。ただし、穴への転落やおおいわによる圧殺など、一部の即死は防げない。『1』において視界が遮られるほど暗い場所では、自身が一定時間発光して周囲を照らしてくれる。『5』ではニトロ箱の爆発は防げず、ミスになってしまう。
↑箱/バネバネばこ
上向きの黄色の矢印が描かれた木箱。踏むと高く跳ぶことができる。ジャンプボタンを押しっぱなしにすると更に高く跳ぶ。スピンアタックやボディプレスで壊せるが、中には何も入っていない。
鉄ワク箱
『2』から登場。箱の枠が鉄で出来ている木箱で、踏みつけ、スピンアタック、リンゴバズーカでは弾むだけで壊せず、ボディプレスか無敵状態（『5』を除く）、鉄ワク箱の方が頭上に落下したときなどでないと壊せない。
バクダン箱
爆弾の模様、もしくはTNTの文字が描かれた赤い箱。側面から攻撃を加えると爆発し、ダメージを受けてしまう。ジャンプして踏みつける、箱が上に乗っかる、爆弾箱自体が落下し地面や箱の上に着地するなどでタイマーが作動し、3秒後に爆発する。日本版では爆弾の絵柄だが、海外版では「TNT」という文字で記されている。この箱も壊せる部類のため、白ダイヤを入手するためには破壊する必要がある。無敵状態であれば触れるだけで無難に壊せる。
ニトロ箱
『2』から登場。「ニトロ」または「NITRO」と書かれた緑色の箱。触れただけで爆発する危険な箱。他の箱と違い、放置していると僅かに跳ねる。この箱も壊せるという扱いであるため、白ダイヤを手に入れるにはニトロも全て破壊しなくてはならない。ただし無敵状態や大抵後半に入手するリンゴバズーカ以外で、ダメージを受けずに直接破壊できる方法が存在せず、ステージの最後にあるブロック（緑）を作動させることで、ステージ上の全てのニトロ箱を爆発させることができる。『1～旧4』ではアクアクの庇護があれば耐えられたが『5』ではアクアクがいてもミスになってしまう。しかも無敵で触れてもミスになる。
C箱/チェックポイントばこ
黄色のCの文字が書かれた箱。チェックポイントであり、これを壊すとミスしたときにここから再開できる。ただし、ゲームオーバー時にコンティニューした場合は最初から。
スロット箱
箱の側面に描かれた絵柄が次々と変化していく箱。壊した時点でその絵柄の箱のアイテムが貰えるが、絵柄にはバクダン箱も含まれることがあり、その絵柄で攻撃すると爆発する。時間の経過とともに絵柄の切り替わりが早くなっていき、そのまま壊さずに放置するとブロックに変わってしまう。このブロックも壊せる部類の為、ブロックに変わってしまうと白ダイヤの入手は不可能となる。『3』から登場した。
すり抜け箱
壊すとクラッシュが一定時間透明状態になる。レーザートラップを通過できる。『旧4』のみ登場。
タイムストップ箱
タイムアタックモードでのみ出現。壊すと側面に書かれた数の秒数時間が止まる。停止している時間は上乗せが可能で、次々壊していくことで時間を進めずにステージを移動できる。『3』から登場（タイムアタックそのものが存在しない『5』を除く）。
透明箱
白い枠だけの存在。触れることもできないが、!ブロックを作動させると実体化し、本来の姿が現れる。
ブロック/てつボックス
完全に鉄のみで作られた箱で、どんな攻撃を与えても壊すことは不可能。足場として利用できる。頭上から落下したときは潰されてダメージを受ける。このブロックは破壊不可能であるため、放置しても白ダイヤは手に入る。
↑ブロック/てつバネバネボックス
黄色の上向きの矢印が描かれたブロック。↑箱と同様、踏むと高く跳ぶ。↑箱と異なり、壊れない。
!ブロック
黄色の！マークが描かれたブロック。作動させると透明箱の実体化などが起こる。
Cブロック
黄色のCが描かれたブロック。C箱と同様、作動させるとミスしたときにここから再開できる。『3』『アドバンス2』に登場。
『ブッ飛びニトロ』にて特定の条件を満たすことで、プレイヤーキャラクターとして登場。キャラクターの代わりにCブロックが一個乗っており、特にボイスなどもない。別スキンにて他の箱も登場する。
!ブロック（緑）
黄色い！マークが描かれた緑色の箱。作動させるとステージ上の全ニトロ箱が爆発する。ニトロ箱の登場に伴い、『2』から登場。『5』ではスイッチ箱が代わりに登場するが、一ヶ所だけ変更ミスのためブロック（緑）が存在する場所がある。
スイッチ箱
T字のスイッチが上面に付いている箱。攻撃すると付近にあるニトロ箱等が爆発する。ステージ内すべてではなく付近のみの為、同一ステージ内に複数個存在する。『5』とモバイル版のみ登場。
セーブポイント箱
壊すとオートセーブ機能が働き、現在のゲームデータをセーブする。ゲームをロードした時に前回に最後に壊したセーブポイント箱から再開できる。『5』のみ登場。
CRマジックカーペット箱
クラッシュがCRマジックカーペットに乗る。『アドバンス2』のみ登場。
CRジャイロ箱
クラッシュがCRジャイロに乗る。『アドバンス2』のみ登場。
ムゲンリンゴ箱
無限にリンゴを出し続ける。『わくわく友ダチ大作戦』のみ登場。
ズボン箱
壊すとクラッシュのズボンの色がランダムに変わる。『わくわく友ダチ大作戦』のみ登場。
ストップ箱
敵やトラップの動きが一定時間止まる。『アドバンス2』のみ登場。

## 漫画版
主に『月刊コロコロコミック』に連載されていた漫画作品。下記2作品のほかに、1996年に2か月連続でコロコロコミックで連載されていた作品もある。
- クラッシュバンディクー ダンスでジャンプな大冒険!

作者は川嶋亜理。『月刊コロコロコミック』1997年11月号 - 1999年2月号まで連載。『2』の内容を元に漫画化されたが、回によってコルテックスがクラッシュと共に行動したり、ボスキャラクターは登場するも直接闘ったりはしないなどゲームと異なる点が多い。『3』も漫画化されたが、3話目が載る予定だった1999年3月号では休載扱いとなり、そのまま再開されることはなく2011年7月7日に作者の川嶋が死去したため絶筆となった。単行本は『2』の内容を収録した2巻まで発売された。またコロコロコミック特別編集の『3』の攻略本では攻略本用に描いた4コマを手掛けた。
- クラッシュバンディクー かっとび!スピンワールド

作者は後藤英貴。上記の作品が突然終了したことで半ば交代という形で『月刊コロコロコミック』1999年4月号より開始。同年夏から作者が『サルゲッチュ』の漫画化を開始したため一時休載となった。その後連載再開し、1999年12月号 - 2001年2月号の期間に『レーシング』と『カーニバル』が漫画化された。ゲームの目的であるパワーストーンやトロフィーなどが登場せず、ゲームの設定を原案にした4コマのギャグ漫画という趣が強い。単行本は刊行されていないが、コロコロコミック特別編集の『レーシング』『カーニバル』の攻略本などで後藤が攻略本用に描いた4コマが存在する。
『旧4』以降の作品は漫画化されていない。

## ユニバーサル・スタジオ・ジャパン
開園当時から2012年4月まで、ユニバーサル・スタジオ・ジャパンのハリウッドエリアにてクラッシュくんが登場した。その後、ユニバーサル・スタジオ・ジャパンを引退したほか、2024年3月5日、ユニバーサル・スタジオ・ジャパンのロゴが新デザイン（3代目）に変更し、ユニバーサル・パークス&リゾーツ（Universal Parks & Resorts）時代（2002年 - 2024年）からユニバーサル・デスティネーションズ&エクスペリエンシズ（Universal Destinations and Experiences）時代（2024年 - 現在）へ変更したため、再登場の予定はない。

## 権利について
日本におけるActivision Blizzard Japanは、2023年10月によるマイクロソフトの買収以降、スパイロ・ザ・ドラゴンシリーズやスカイランダーズシリーズとともに、クラッシュ・バンディクーシリーズのパブリシング権が日本マイクロソフト（Mojang Studiosの買収を機にXboxシリーズ以外の他社ハードに参入している）に一本化する形で移行された。
ノーティードッグは公式フォーラムにて、「皆さんが我々にシリーズの継続を希望しているのは理解していますが、現在はアクティビジョンがフランチャイズの権利を持っているのでそれは不可能です」とコメントしている。また、シリーズの生みの親の一人アンディ・ギャビンは「クラッシュは我々にとっての息子のようなものであり、道のようなもの。HD化は我々も期待していますが現状では不可能です。しかしファンの皆さんが願えば不可能なことなどないでしょう」と自身のブログのコメント欄で2012年付でコメントしている。

## 日本での販売本数
アーカイブス除く。また、集計は初期データ含む。
- クラッシュ・バンディクー（PS）：66万4919本
- クラッシュ・バンディクー2 コルテックスの逆襲!（PS）：109万4355本
- クラッシュ・バンディクー3 ブッとび!世界一周（PS）：150万4718本
- クラッシュ・バンディクー レーシング（PS）：30万1334本
- クラッシュ・バンディクー カーニバル（PS）：17万6420本
- クラッシュ・バンディクー4 さくれつ!魔神パワー（PS2）：27万7194本
- クラッシュ・バンディクー4 さくれつ!魔神パワー（GC）：1580本
- クラッシュ・バンディクー4 さくれつ!魔神パワー（Xbox）：1322本
- クラッシュ・バンディクー アドバンス（GBA）：10万9789本
- クラッシュ・バンディクー アドバンス2 ぐるぐるさいみん大パニック!?（GBA）：6万6080本
- クラッシュ・バンディクー 爆走!ニトロカート（PS2、GC、GBA）：1万6800本
- クラッシュ・バンディクー アドバンス わくわく友ダチ大作戦!（GBA）：1万3650本
- クラッシュ・バンディクー5 え〜っ クラッシュとコルテックスの野望?!?（PS2）：3万8643本
- クラッシュ・バンディクー がっちゃんこワールド（PS2）：3万9000本
- クラッシュ・バンディクー がっちゃんこワールド（PSP）：1800本
- クラッシュ・バンディクー がっちゃんこワールド（GC）：1800本
- クラッシュ・バンディクー フェスティバル：1万3000本
- クラッシュ・バンディクー ブッとび3段もり!（PS4）：7万5185本（パッケージ：56940本、DL：18245本） ※パッケージ版は週刊ファミ通2018年2月1日、8日合併号、ダウンロード版は週刊ファミ通2017年10月12日号、2017年11月9日号参照
- クラッシュ・バンディクーレーシング ブッとびニトロ!（PS4）：8245本（Switch）：5684本 ※電撃オンライン「週間ソフト販売ランキング TOP50」（2019年8月12日～18日）参照
- クラッシュ・バンディクー4 とんでもマルチバース（PS4）：1万3917本（Switch）：2288本 ※ファミ通.com「ゲームソフト販売本数ランキング」参照

## 他作品との関連

### ジャック×ダクスターシリーズ
『ジャック×ダクスター旧世界の遺産』にて、『2』のひとくいばなに似た植物が登場する。『ジャック×ダクスター2』にて、「おおいわゴロゴロ」、「にげろやパパグモ」というムービー名のミッションシーンがある。どちらも鶴見六百がローカライズを担当している。

### スパイロシリーズ
スパイロはいくつかのクラッシュ・バンディクーシリーズにもゲスト出演している。『レーシング』には『スパイロ2（後のスパイロ×スパークス）』の体験版を収録、『5』ではラストボスとの戦いの直前に登場、GBA版『ニトロカート』では隠しレーサーとして使用できる。また、『アドバンス』ではスパイロとの共演が実現している。

### The Simpsons
ザ・シンプソンズの"Lisa gets an A"という回で、リサ・シンプソンが自分でフィクションのDashDingoというディンゴが主人公のゲームを考え、『2』の最初のムービーのパロディとして「7つのクリスタルの赤ちゃんを見つけて食べてしまうように」と命令する場面がある。

### パラッパラッパーシリーズ
1998年から2000年ごろまで、パラッパとクラッシュはソニーのCMで何度も共演していた。一緒にサンタの仮装をしたり、料理対決をすることもあった。

### 映画 The CountryBears
映画中に『カーニバル』のポスターが映る。

### トゥームレイダーシリーズ
主人公ララクロフトが、日本国外版『3』とPlayStationのCMに出演し、『3』で遊んでいた。

### GreatTeacherOnizuka
第176話にて、『2』のパッケージが確認できる。

### PlayStation Home / Room
アバターアイコンとして、クラッシュとココがある。なお、PlayStation Roomのβ版にもクラッシュとココのアバターアイコンがある。

### PlayStation Portable / PlayStation 3 / PlayStation Vita
本体のクロスメディアバーのplaystation network のアカウント管理のアバターに、クラッシュとココのアイコンがある。